# Коста Лакоста
Коста Лакоста (настоящее имя — Константин Сергеевич Бондаренко; род. 19 мая 1997 года, Первомайск, Николаевская область, Украина) — украинский и российский поп-исполнитель.

## Биография

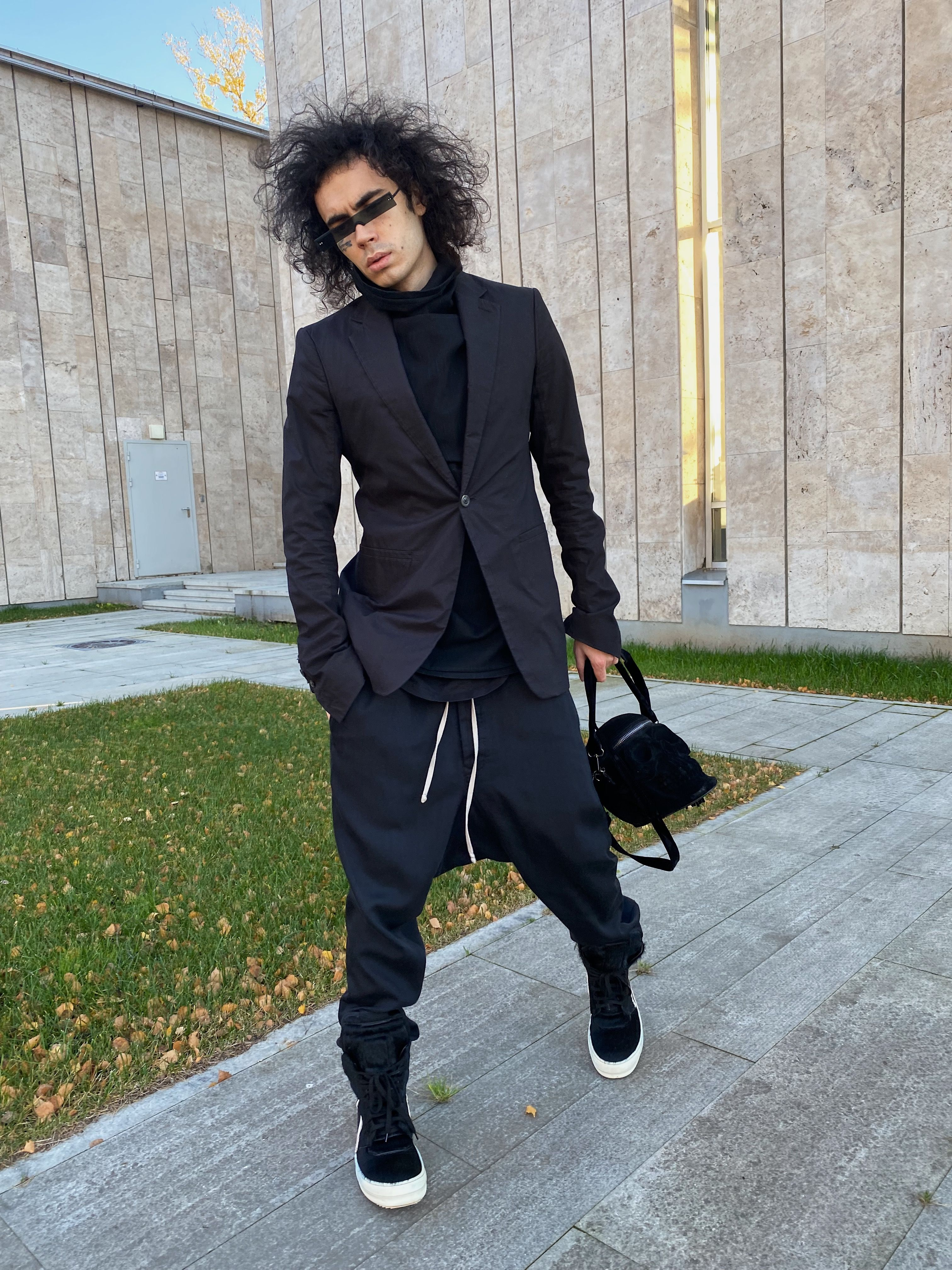

Константин Бондаренко родом из Первомайска (Николаевская область, Украина). Начинал карьеру, как участник группы «Чёрное Кино». В 2016 году у группы вышел клип «ADIDASNIKE», привлёкший к себе внимание музыкальных критиков.
В 2018 году начал сольную карьеру. Его первый сингл выходит в коллаборации с Элджеем — Трек «SOSEDI» вышел в декабре 2018 года на его лейбле «143». В феврале 2019 года выпустил сольный сингл «Cosa Nostra». В 2019 году Лакоста начал сотрудничество с режиссёром Максимом Шишкиным, под его руководством выпустил четыре музыкальных клипа: «Алые Водопады», «Раздевайся», «Венера» и «Баккара». Коста Лакоста появлялся в модных журналах «Harper's BAZAAR Kazakhstan», «ELLE Girl Russia» и «Marie Claire».
В сотрудничестве с лейблом «143» за период с 2020 по 2021 год выпустил совместные треки с Элджеем, Томми Кэшем и Лолитой. В 2021 году начал гастролировать по России и записывать свой дебютный альбом. 19 ноября 2021 года вместе с Лолитой в эфире «Вечернего Урганта» исполнил песню «По-другому».

## Дискография

### Мини-альбомы
| Название | Детали                                                                | Трек-лист |
| -------- | --------------------------------------------------------------------- | --- |
| Инфинити | - Релиз: 2020 - Лейбл: Universal Music - Формат: Цифровая дистрибуция | \| № \| Название \| Длительность \| \| -- \| --------------------- \| ------------ \| \| 1. \| «Интро» \| 1:09 \| \| 2. \| «Белая Луна» \| 3:12 \| \| 3. \| «Хиппи» \| 2:45 \| \| 4. \| «Money Man» \| 2:56 \| \| 5. \| «Малыш Майкл Джексон» \| 2:28 \| |
| №        | Название                                                              | Длительность |
| 1.       | «Интро»                                                               | 1:09 |
| 2.       | «Белая Луна»                                                          | 3:12 |
| 3.       | «Хиппи»                                                               | 2:45 |
| 4.       | «Money Man»                                                           | 2:56 |
| 5.       | «Малыш Майкл Джексон»                                                 | 2:28 |

### Синглы
- 2025 — А ты говоришь
- 2024 — Революция
- 2024 — По улицам (feat. Ольга Серябкина)
- 2024 — Дым с ментолом
- 2024 — Перезвоню
- 2024 — Календарь
- 2023 — Дожди
- 2023 — Keyhole (feat. Элджей)
- 2023 — Весна
- 2022 — Поневоле
- 2022 — Бронежилет (feat. Элджей)
- 2022 — Иностранец
- 2021 — По-другому (feat. Лолита)
- 2021 — Пронто (feat. G-Pol)
- 2021 — Антиклимакс (feat. Лолита)
- 2021 — Этой Ночью
- 2021 — Призрак
- 2020 — Богиня Пантеона
- 2020 — Кабриолет
- 2020 — Чикита
- 2020 — Торнадо
- 2020 — Не шукай (feat. IRAIDA)
- 2020 — Toilet (feat. Элджей, Tommy Cash)
- 2020 — Ласточка
- 2019 — Самолётик
- 2019 — Сойти с ума (feat. Tim3bomb)
- 2019 — Допинг
- 2019 — Дискошар
- 2019 — Баккара
- 2019 — Венера
- 2019 — Раздевайся
- 2019 — Метеориты (feat. Элджей)
- 2019 — Эскорт
- 2019 — Эротика
- 2019 — Алые Водопады
- 2019 — Cosa Nostra
- 2018 — Соседи (feat. Элджей)

## Видеография
| Год  | Название                  | Режиссёр    |
| ---- | ------------------------- | ----------- |
| 2021 | По-другому (feat. Лолита) | Макс Шишкин |
| 2019 | Баккара                   | Макс Шишкин |
| 2019 | Венера                    | Макс Шишкин |
| 2019 | Раздевайся                | Макс Шишкин |
| 2019 | Алые Водопады             | Макс Шишкин |